# Fool Metal Jack
Fool Metal Jack är ett album av den brasilianska musikgruppen Os Mutantes som släpptes 20 april 2013.

## Låtlista
Alla låtar är skrivna och komponerade av Sérgio Dias förutom där annat anges. 
| Nr  | Titel                | Kompositör                      | Längd |
| --- | -------------------- | ------------------------------- | ----- |
| 1.  | The Dream Is Gone    |                                 | 2:50  |
| 2.  | Fool Metal Jack      | Sérgio Dias, Vinícius Junqueira | 5:23  |
| 3.  | Picadilly Willy      |                                 | 4:42  |
| 4.  | Ganjaman             |                                 | 3:33  |
| 5.  | Look Out             | Vitor Trida                     | 3:48  |
| 6.  | Eu Descobri          | Gilberto Gil                    | 3:05  |
| 7.  | Time and Space       | Sérgio Dias, Sam Spiegel        | 3:57  |
| 8.  | To Make It Beautiful |                                 | 3:26  |
| 9.  | Once Upon a Flight   | Vitor Trida                     | 4:00  |
| 10. | Into Limbo           |                                 | 3:37  |
| 11. | Bangladesh           |                                 | 4:08  |
| 12. | Valse LSD            |                                 | 3:11  |